# パナマ出身のメジャーリーグベースボール選手一覧

パナマ出身のメジャーリーグベースボール選手一覧。太字は現役選手、その他は引退選手及びメジャーリーグ以外のリーグでプレーしている選手。同名の選手の場合は右に現役時代の主な守備位置、現役年数の順で示す。

## A
- エド・アコスタ（en:Ed Acosta）
- マニー・アコスタ（en:Manny Acosta）
- ダリオ・アグラサル（en:Darío Agrazal）
- ミゲル・アマヤ（en:Miguel Amaya）
- ジョナサン・アラウス（en:Jonathan Araúz）

## B
- アルベルト・バルドナード（en:Alberto Baldonado）
- ハイメ・バリア（en:Jaime Barría）
- マニュエル・バリオス（en:Manuel Barrios）
- フアン・ベレンガー（en:Juan Berenguer）
- クリスチャン・ベタンコート（en:Christian Bethancourt）
- エンリケ・ブルゴス（en:Enrique Burgos (baseball, born 1965)）
- エンリケ・ブルゴス（en:Enrique Burgos (baseball, born 1990)）

## C
- ホセ・カバレーロ（en:José Caballero (baseball)）
- ヨハン・カマルゴ（en:Johan Camargo）
- ロッド・カルー（en:Rod Carew）
- オジー・チャヴェリア（en:Ossie Chavarria）
- アンヘル・チャベス（en:Ángel Chávez）
- ブルース・チェン（en:Bruce Chen）
- ウェッボ・クラーク（en:Webbo Clarke）
- アレン・コードバ（en:Allen Córdoba）
- マニー・コーパス（en:Manny Corpas）

## D
- ランドール・デルガド（en:Randall Delgado）
- アイナー・ディアス（en:Einar Díaz）
- ルイス・デュランゴ（en:Luis Durango）
- ロジャー・デアゴ（en:Roger Deago）

## E
- マイク・エデン（en:Mike Eden (baseball)）
- パオロ・エスピーノ（en:Paolo Espino）

## F
- アブディエル・フリン（en:Abdiel Flynn）

## G
- ギル・ガリード（en:Gil Garrido）
- セベリーノ・ゴンザレス（en:Severino González）
- ハビー・ゲラ（en:Javy Guerra (baseball, born 1995)）

## H
- ビル・ヘイウッド（en:Bill Haywood (baseball)）
- イバン・ヘレーラ（en:Iván Herrera）
- トム・ヒューズ（en:Tom Hughes (1950s pitcher)）

## J
- レオ・ヒメネス（en:Leo Jimenez）
- アリエル・フラード（en:Ariel Jurado）

## K
- ロベルト・ケリー（en:Roberto Kelly）

## L
- ジャスティン・ローレンス（en:Justin Lawrence (baseball)）
- カルロス・リー（en:Carlos Lee）
- アラン・ルイス（en:Allan Lewis (baseball)）
- ヘクター・ロペス（en:Héctor López）

## M
- ホセ・マシーアス（en:José Macías）
- カルロス・マルドナード（en:Carlos Maldonado (pitcher)）
- ラファエル・メディーナ（en:Rafael Medina (baseball)）
- ウンベルト・メヒア（en:Humberto Mejía）
- ラミロ・メンドーサ（en:Ramiro Mendoza）
- オーランド・ミラー（en:Orlando Miller）
- オマール・モレノ（en:Omar Moreno）
- フリオ・モスケラ（en:Julio Mosquera）
- イバン・マレル（en:Ivan Murrell）

## O
- シャーマン・オバンドー（en:Sherman Obando）
- ベン・オグリビー（en:Ben Oglivie）

## P
- アドルフォ・フィリップス（en:Adolfo Phillips）
- ボビー・プレスコット（en:Bobby Prescott）

## R
- フェルナンド・ラムジー（en:Fernando Ramsey）
- マリアノ・リベラ（en:Mariano Rivera）
- ルーベン・リベラ（en:Rubén Rivera）
- デーブ・ロバーツ（en:Dave Roberts (first baseman)）
- ハンベルト・ロビンソン（en:Humberto Robinson）
- デイビス・ロメロ（en:Davis Romero）
- カルロス・ルイーズ（en:Carlos Ruiz）

## S
- オルメド・サインズ（en:Olmedo Sáenz）
- チコ・サーモン（en:Chico Salmon）
- マニー・サンギーエン（en:Manny Sanguillén）
- パット・スキャントレブリー（en:Pat Scantlebury）
- フェルナンド・セギノール（en:Fernando Seguignol）
- エドムンド・ソーサ（en:Edmundo Sosa）
- レニー・ステネット（en:Rennie Stennett）

## T
- ルーベン・テハダ（en:Rubén Tejada）
- ループ・トッピン（en:Rupe Toppin）

## W
- レイ・ウェブスター（en:Ray Webster (first baseman)）

## Z
- フリオ・ズレータ（en:Julio Zuleta）